# Белый карлик (фильм)
«Белый карлик» (англ. White Dwarf) — кинофильм.
Первоначально задуманный как пилотный эпизод будущего телесериала, фильм Маркла впервые был показан на канале Fox Network 23 мая 1995 года. Он получил в целом отрицательный приём критиков, и продолжения проекта не последовало.

## Сюжет
В далёком будущем студент-медик Дрисколл Рэмпарт заканчивает интернатуру на Русте, планете, которая не вращается вокруг своей оси, поэтому на половине планеты царит вечная ночь, а на другой половине вечный день. На одной половине находится колония в викторианском стиле, а на другой половине — средневековое королевство. В фильме описывается удивительное путешествие Рэмпарта по Русте.

## В ролях
- Пол Уинфилд — доктор Акада
- Нил МакДонаф — доктор Дрисколл Рэмпарт
- Эли Китс — принцесса Ариэль
- Джузеппе Эндрюс — Дуг
- Тара Грэхэм — КсаКса, молодая Твин
- Беверли Митчелл — КсуКсу, старый Твин
- Рой Броксмит — Гувнер Твист
- Си Си Эйч Паундер — Ньюрс Шабана
- Майкл МакГрэйди — лейтенант Страйк
- Кэти Бойер — Леди Икс, начальник тюрьмы

## Награды
Номинация на премию Американского общества кинематографистов в 1996 году в категории «За выдающееся достижение кинематографии в эпизодическом сериале (пилотный фильм)».